# Cyclones (jeu vidéo)
Cyclones est un jeu vidéo de tir à la première personne développé par Raven Software et publié par Strategic Simulations en 1994. Le jeu se déroule dans un univers de science-fiction dans lequel des légions d’aliens ont dévasté la Terre, le seul espoir de l’humanité étant Havoc, un guerrier cyborg ayant été manipulé par les aliens pour accomplir leur tâche démoniaque. Bien qu’ayant été désigné comme un clone de Doom, le jeu se distingue de ce dernier en introduisant un système permettant de viser dans n’importe quelle direction avec la souris et en introduisant des éléments de furtivité. En effet, si la majorité du jeu est centrée autour des combats, certains niveaux nécessitent d’éviter les ennemis en restant discret.

## Accueil
| Cyclones              |      |       |
| Média                 | Pays | Notes |
| Computer Gaming World | US   | 2,5/5 |
| Gen4                  | FR   | 70%   |
| Joystick              | FR   | 75 %  |
| PC Gamer              | US   | 81 %  |